# Les Mureaux
Les Mureaux  es una población y comuna francesa, en la región de Isla de Francia, departamento de Yvelines, en el distrito de Mantes-la-Jolie y cantón de Meulan. En Les Mureaux domina la fabricación de accesorios y piezas de cohetes espaciales, además se fabrican elementos del cohete Ariane. 
Es una ciudad que se caracteriza por su alta población inmigrante. 

## Demografía
| 745                       | 752 | 781 | 813 | 783 | 720 | 774 | 827 | 794 | 885 | 983 | 1 113 | 1 230 | 1 394 | 1 740 | 2 006 | 2 070 | 2 214 | 2 285 | 2 234 | 2 485 | 2 896 | 3 540 | 4 605 | 5 048 | 5 427 | 8 218 | 19 016 | 21 733 | 28 165 | 31 619 | 33 089 | 31 739 | 32 911 |
| (Fuente: INSEE y Cassini) |     |     |     |     |     |     |     |     |     |     |       |       |       |       |       |       |       |       |       |       |       |       |       |       |       |       |        |        |        |        |        |        |        |